# Свере Сигурдсон
Свере Сигурдсон (нор. Sverrir Sigurðarson; 1151, Фарска Острва - 1202, Берген) је био норвешки краљ (1184 - 1202).
Био је ванбрачни син норвешког краља Сигурда II Муна.
Његова владавина била је испуњена ратовима, најчешће против Шведске и Данске, као и бунама. На унутрашњем плану ово раздобље обележио је успон земљопоседничког племства до владајућег положаја .

## Норвешко царство
Норвежани су тада заузимали пространо царство у северној Европи. Поред Норвешке држали су и велики део Ирске, Фарска, Хебридска, Оркнијска и Шетландска острва, Исланд, као и нека насеља на Гренланду. Норвешка власт је у Ирској била ограничена на градове које су основали - Вексфорд, Вотерфорд и Даблин. Ипак, још увек је држао пространо царство на северу Европе .

## Долазак на престо
Свемоћ вишег свештенства и аристократије, који су тежили да у Норвешкој заведу чисто феудални поредак, изазвала је устанак ситног племства и сељаштва. Устаници (такозвани
биркебејнери), под вођством Свереа, разбили су аристократију упркос помоћи коју су овој пружили Данци. Краљ Магнус који се налазио на челу аристократије био је убијен, а Свере 1184. године проглашен за краља. Све привилегије цркве биле су укинуте, а бискупи принуђени да напусте земљу .

## Сукоби са црквом
Папа Иноћентије III бацио је на Норвешку интердикт и искључио Свереа из цркве, али — без резултата. Борба између аристократије и сељаштва овим није престала. Црква је успела да добије натраг неке од својих привилегија (ослобођење црквених поседа од обавезе да дају војнике, слободу црквених избора, независност црквеног суда), али она више није могла да себи поврати ранији политички утицај .

## Борба против племства и последице
Тада су само племићи вршили војну службу и били ослобођени од опорезивања, док је обичан слободни сељак плаћао намете уместо војне службе. Природно, постојала је тежња да сељаци предају земљу племићима и постану њихови кметови. Иако је Свере, као и владари пре и после њега, покушавао да спречи тај процес, племићки поседи су се непрестано повећавали. Развој феудалне класе је био убрзан упознавањем феудалних идеја. Иако феуди нису били наследни, тако да је главни ослонац моћи племства лежао у њиховим алодијалним поседима, они су свакако увећавали могућности одабраних појединаца. Племство се састајало на великим саборима, покушавајући да ограничи моћ Свереу .
Ослањајући се на ситно племство и слободно сељаштво, краљевска је власт постепено сужавала привилегије аристократије и, најзад, уништила аристократске титуле (јарла и лендерменда). Томе је допринело и пропадање економске основице на којој се заснивала аристократија у Норвешкој: ропства, гусарства и прекоморске трговине. Гусарство и хватање људи у ропство све више припада прошлости, а трговином све више овладавају северонемачки градови .

## Породично стабло
|  |                    |  |  |  |  |  |  |  |  |  |  |  |  |  |  |  |
|  | 2. Сигурд II Мун   |  |  |  |  |  |  |  |  |  |  |  |  |  |  |  |
|  |                    |  |  |  |  |  |  |  |  |  |  |  |  |  |  |  |
|  |                    |  |  |  |  |  |  |  |  |  |  |  |  |  |  |  |
|  | 1. Свере Сигурдсон |  |  |  |  |  |  |  |  |  |  |  |  |  |  |  |
|  |                    |  |  |  |  |  |  |  |  |  |  |  |  |  |  |  |
|  |                    |  |  |  |  |  |  |  |  |  |  |  |  |  |  |  |
|  | 3.                 |  |  |  |  |  |  |  |  |  |  |  |  |  |  |  |
|  |                    |  |  |  |  |  |  |  |  |  |  |  |  |  |  |  |
|  |                    |  |  |  |  |  |  |  |  |  |  |  |  |  |  |  |